# Rabobank (wielerploeg)/2001
Deze pagina geeft een overzicht van de wielerploeg Rabobank in 2001.
- Ploegleiders: Theo de Rooij, Adri van Houwelingen, Joop Zoetemelk, Frans Maassen, Nico Verhoeven, Jan Raas.
- Fietsenmerk: Colnago

## Wielrenners
| Naam                | Geboortedatum | Nationaliteit | Ploeg 2000  |
| ------------------- | ------------- | ------------- | ----------- |
| Coen Boerman        | 11-11-1976    | Nederland     |             |
| Michael Boogerd     | 28-05-1972    | Nederland     |             |
| Jan Boven           | 28-02-1972    | Nederland     |             |
| Erik Dekker         | 21-08-1970    | Nederland     |             |
| Gerben de Knegt     | 11-12-1975    | Nederland     |             |
| Maarten den Bakker  | 26-01-1969    | Nederland     |             |
| Marcel Duijn        | 12-05-1977    | Nederland     |             |
| Addy Engels         | 16-06-1977    | Nederland     |             |
| Richard Groenendaal | 13-07-1971    | Nederland     |             |
| Bram de Groot       | 18-12-1974    | Nederland     |             |
| Mathew Hayman       | 20-04-1978    | Australië     |             |
| Steven de Jongh     | 25-11-1973    | Nederland     |             |
| Karsten Kroon       | 29-01-1976    | Nederland     |             |
| Marc Lotz           | 19-10-1973    | Nederland     |             |
| Gerben Löwik        | 29-07-1977    | Nederland     | Farm Frites |
| Grischa Niermann    | 03-11-1975    | Duitsland     |             |
| Sven Nys            | 17-06-1976    | België        |             |
| Matthé Pronk        | 01-07-1974    | Nederland     |             |
| Bobbie Traksel      | 03-11-1981    | Nederland     |             |
| Thorwald Veneberg   | 16-10-1977    | Nederland     | Espoirs     |
| Geert Verheyen      | 10-03-1973    | België        | Lotto       |
| Aart Vierhouten     | 19-03-1970    | Nederland     |             |
| Marc Wauters        | 23-02-1969    | België        |             |
| Beat Zberg          | 10-05-1971    | Zwitserland   |             |
| Markus Zberg        | 27-06-1974    | Zwitserland   |             |

## Overwinningen
- Brabantse Pijl - Michael Boogerd
- Eindklassement Catalaanse Week - Michael Boogerd
- 3e etappe Tirreno-Adriatico - Markus Zberg
- 7e etappe Tirreno-Adriatico - Michael Boogerd
- Amstel Gold Race - Erik Dekker
- GP Eddy Merckx - Erik Dekker
- 6e etappe Ronde van Nederland - Erik Dekker
- 2e etappe Tour de France - Marc Wauters
- 8e etappe Tour de France - Erik Dekker
- Eindklassement Ruta del Sol - Erik Dekker
- Wereldbeker - Erik Dekker
- GP van Frankfurt - Markus Zberg
- 13e etappe Ronde van Spanje - Beat Zberg

## Teams

### Ronde van Zwitserland
19 juni–28 juni
- [11.] Beat Zberg
- [12.] Markus Zberg
- [13.] Grischa Niermann
- [14.] Maarten den Bakker
- [15.] Jan Boven
- [16.] Marc Lotz
- [17.] Geert Verheyen
- [18.] Marc Wauters

den Bakker ·
Boerman ·
Boogerd ·
Boven ·
Dekker ·
Duijn · 
Engels ·
Groenendaal ·
de Groot ·
Hayman · 
de Jongh ·
de Knegt ·
Kroon ·
Lotz ·
Löwik ·
Niermann ·
Nys ·
Pronk ·
Traksel ·
Veneberg ·
Verheyen ·
Vierhouten ·
Wauters ·
B. Zberg ·
M. Zberg
Mannen: 1984 · 1985 · 1986 · 1987 · 1988 · 1989 · 1990 · 1991 · 1992 · 1993 · 1994 · 1995 · 1996 · 1997 · 1998 · 1999 · 2000 · 2001 · 2002 · 2003 · 2004 · 2005 · 2006 · 2007 · 2008 · 2009 · 2010 · 2011 · 2012 · 2013 · 2014 · 2015 · 2016 · 2017 · 2018 · 2019 · 2020 · 2021 · 2022 · 2023 · 2024 · 2025
Lijst van alle renners
Vrouwen: 2021 · 2022 · 2023 · 2024 · 2025